# Den transcendentale logik
Den transcendentale logik er et afsnit fra filosoffen Immanuel Kants erkendelsesteoretiske værk Kritik af den rene fornuft, hvor han isolerer forstanden for at undersøge den. Han ser altså bort fra al sansning, for at kunne fremhæve den del af erkendelsens tænkning der udelukkende har sin grund i forstanden. Det er i dette afsnit af bogen, at Kant kommer frem til sine forstandskategorier, og ligeledes dette afsnit, hvor han giver sin kritik af antinomierne, paralogismerne og fornuftens ideal som kan kalder transcendentale illusioner.
Afsnittet i bogen er efterfølgende til den transcendentale æstetik, hvor Kant derimod isolerer sansningen for at undersøge denne.
Den transcendentale logik er hvad Kant ser som den sande logik, da man her behandler den rene forstandserkendelses elementer, samt de principper som ingen genstande overhovedet ville kunne tænkes uden, og derfor ville man ikke kunne modsige den, da man følgelig mister ethvert forhold til et hvilket som helst objekt. Så hvis man modsiger den transcendentale logik modsiger man forholdet til objekterne, og derved ville erkendelsen blive tom. 

## Forstandsformerne

### Skema over forstandsformer
Disse tolv typer domme udgør ifølge Kant alle typer domme der findes. Forstandsfunktionerne er ifølge Kant således:
| 1. Kvantitet | 2. Kvalitet | 3. Relation | 4. Modalitet  |
| ------------ | ----------- | ----------- | ------------- |
| Almene       | Bekræftende | Kategoriske | Problematiske |
| Delvise      | Benægtende  | Hypotetiske | Assetoriske   |
| Individuelle | Uendelige   | Disjunktive | Apodiktiske   |

### Forklaring af forstandsformer
Forstandsformerne er hentet af Aristoteles og bliver kaldt den formelle logiks tolv typer domme. De er i en forstand en form for logiske principper, som mennesket ikke kan fælde domme uden. De er en forudsætning for enhver dom. De kan logisk forklares med dette skema:
| 1. Kvantitet                                   | 2. Kvalitet                                           | 3. Relation                                       | 4. Modalitet                 |
| ---------------------------------------------- | ----------------------------------------------------- | ------------------------------------------------- | ---------------------------- |
| Almene - Alle S er P, ingen S er P             | Bekræftende - Alle S er P, nogle S er P, denne S er P | Kategoriske - Positive påstande                   | Problematiske - S er måske P |
| Delvise - Nogle S er P, nogle S er ikke P      | Benægtende - Ingen S er P                             | Hypotetiske - Hvis A er B så, hvis A ikke er B så | Assetoriske - S er P         |
| Individuelle - Denne S er P, denne S er ikke P | Uendelige - Alle S er ikke-P                          | Disjunktive - Enten: A er B, eller: C er D        | Apodiktiske - S må være P    |

## Forstandskategorierne

### Om forstandskategorierne
Gennem sanserne modtager vi adskillige sanseindtryk, og for overhovedet at kunne have nogen erkendelse om dem, må vi erkende gennem syntese, altså hvor vi samler alle disse forestillinger i deres flerhed som en enhed. Kant beskriver syntese som 'den akt at samle forskellige forestillinger og derved opfatte dem i deres flerhed som et enkelt'. Man kan i en forstand se det som en slags ordning af vores forestillinger, hvor vi ordner dem ind under en kategori. Uden denne ville vi aldrig kunne erkende noget. Kant undersøger så denne syntese for at få forståelse af vores erkendelses oprindelse. Det er den samme funktion, som giver enhed til vores forskellige forestillinger, som også giver enhed til vores forskellige forstillinger i anskuelsen, og Kant kommer frem til kategorierne via denne. Han undersøger med andre ord, hvilke begreber der rent faktisk findes, og forsøger derved at finde de begreber der ligger til grund for disse – hvilke begreber der er en betingelse for at kunne fremsætte påstande eller domme overhovedet. Disse elementarbegreber bliver kaldet kategorier. Selve ordet 'kategori' låner han fra Aristoteles, da Kant så sit erkendelsesteoretiske mål meget lig hans, omend Kant mente at have skabt et mere udførligt system. 

### Skema over kategorierne
Ovenfor vises skemaet over mulige domme (forstandsformerne), men hvis de vil sige noget om virkeligheden i tid og rum (og derved give erkendelse om verden) må de modificeres gennem forstandskategorierne. Forstandskategorierne er ifølge Kant således:
| 1. Kvantitet | 2. Kvalitet | 3. Relation                                                  | 4. Modalitet                |
| ------------ | ----------- | ------------------------------------------------------------ | --------------------------- |
| Enhed        | Realitet    | - af inhærens og subsistens (subsistantia et accidens)       | Mulighed - Umulighed        |
| Flerhed      | Negation    | - af kausalitet og dependens (årsag og virkning)             | Eksistens - Ikke Eksistens  |
| Alhed        | Begrænsning | - af fællesskab (vekselvirkning mellem handlende og lidende) | Nødvendighed - Tilfældighed |

Kant kommer frem til disse kategorier via den metafysiske deduktion og principperne for denne er beskrevet nedenfor.

### Kants kommentarer til forstandskategorierne
Listen indeholder fire klasser af forstandsbegreber og Kant bemærker, at de lader sig inddele i to grupper: Den første gruppe er nemlig rettet mod anskuelsens genstande og den anden mod genstandes eksistens. Han kalder således den første klasse for de matematiske kategorier og den anden for de dynamiske kategorier. 
Det ses også, at der er tre kategorier i hver klasse, hvilket kan være sært, da enhver a priori inddeling sker ved tvedeling. Men grunden er, at den tredje kategori i enhver klasse er dannet ved forbindelsen mellem klassens første og anden kategori. Kant giver dette eksempel:
| „ | Således er totalitet intet andet end flerhed betragtet som enhed. Begrænsning intet andet end realitet forbundet med negation. Fællesskab er den ene substans' bestemmelse af den anden gennem gensidig kausalitet. Endelig er nødvendighed intet andet end den eksistens der er givet med selve dens mulighed. | “ |

## Den metafysiske deduktion
Den metafysiske deduktion er hvorledes Kant finder frem til de forstandskategorier, som er beskrevet ovenfor. Han gør dette ved at undersøge de domme der eksisterer og derefter finde ud af hvilke begreber der er nødvendige forudsætninger for disse domme. Hvis man ser på skemaet ovenfor, betyder dette, at enhver dom har kvantitet, kvalitet, relation og modalitet, hvor Kant så har fundet frem til de tre kategorier der er forudsætning for disse domme. På denne måde nås der frem til de kategorier der er nødvendige for dommene og derved betinger dem. Det er gennem dette princip at Kant finder frem til sit kategoriskema under den metafysiske deduktion.

### Kvantitetens kategorier
Enhver dom består af et subjekt og et prædikat, og den første ting man kan sige om en dom er altså, at den må have en kvantitet. Man kan tage de tre følgende domme som eksempel:
- 1. Alle katte er grå.
- 2. Nogle katte er grå.
- 3. Katten Sylvester er grå.

Man ser, at disse tre domme har helt forskellig kvantitet – den første dom er universel (da man taler om alle katte), den anden dom er partikulær (da man kun snakker om nogle katte, altså en del af samtlige katte) og den tredje dom er individuel (da man snakker om en decideret kat, i dette eksempel katten Sylvester). Til hver af disse er der ligeledes tre kategorier – enhed, flerhed og totalitet. Kategorien der muliggør den universelle dom er kategorien enhed, da man må kunne danne en enhed af mange individuelle katte, før man kan samle dem under ét og lade dem være subjekt i en dom. Kategorien der muliggør den partikulære dom, derimod, er flerhed. Til sidst ses det også, at kategorien der muliggør den individuelle dom er kategorien totalitet, da man udsiger noget om hele individet og ikke en del af det, altså en slags totalitet. Og som det ses i kategoriskemaet ovenfor er de tre kategorier underlagt dommen kvantitet således enhed, flerhed og alhed.

### Kvalitetens kategorier
Enhver dom må ligeledes logisk set enten være bekræftende eller benægtende, og altså må enhver dom have kvalitet, som er det andet i kategoriskemaet. Man kan, for at tage Immanuel Kant selv som et eksempel, sige tre ting: 
- 1. Kant er tysker
- 2. Kant er ikke tysker
- 3. Kant er ikke-tysker.

I den første dom svarer kvalitetskategorien realitet, da man hævder noget bekræftende om Kants realitet. I den anden svarer kvalitetskategorien negation, da man er benægtende. I den tredje begrænser man ham kun, da man hævder en ubestemt nationalitet hos ham, men dog begrænser denne ubestemmelighed til, at den i det mindste ikke kan være tysk – hvorfor den tredje kvalitetskategori er begrænsning, som man også ser i skemaet.

### Relationens kategorier
En dom må enten være sammensat eller usammensat. En usammensat er en subjekt-prædikat dom, eller en kategorisk dom som også findes i skemaet for forstandsformer. En sammensat dom kan enten være en dom der er sammensat af to kategoriske domme, hvor man derved får en hypotetisk dom. En hypotetisk dom er altid en sammensat, for hvis man siger 'hvis A er B så er C D' er dette sammensat af dommene 'A er B' samt 'C er D' (F.eks. "hvis månen er fuld, så er det fuldmåne" er en hypotetisk dom, altså en "hvis-så"-dom). Men en sammensat dom kan også være sat sammen af to eller flere kategoriske domme, hvorefter vi får en disjunktiv dom (F.eks. "Enten er månen på himlen, eller også er solen", altså en "enten-eller"-dom). Så en sammensat dom kan enten være en hypotetisk dom eller en disjunktiv dom. Man kan altså igen sige tre ting:
- 1. A er B
- 2. Hvis A er B så er C D
- 3. Enten: A er B, eller: C er D

Relationskategorierne, som Kant kalder dem, svarer altså til disse tre domme (den usammensatte (1) og de to sammensatte (2 og 3)). Kategorien substans svarer til den kategoriske dom (den usammensatte), da man netop prædicerer egenskaber om noget der ikke selv kan være egenskab, hvilket bliver betragtet som substans ifølge den filosofiske tradition indenfor logikken. Kategorien for den hypotetiske dom er så årsagskategorien, da den ene dom er en årsag til den anden (som nævnt var det en "hvis-så" dom), og kategorien for den disjunktive dom er slutteligt fællesskab, da dommen  giver udtryk for et afhængighedsforhold mellem de på påståede kategoriske domme (som dommen jo selv er en sammensætning af). Kant har således fundet frem til de kategorier, som han i skemaet tillægger relationens dom.

### Modalitetens kategorier
En doms modalitet er, når man hævder, om den er en blot mulighed, eller om dommen er faktisk sand. Men det kan også hævdes, at dommen er sand med nødvendighed. Ved at undersøge disse kommer Kant frem til kategorierne mulighed-umulighed, eksistens-ikke eksistens og nødvendighed-tilfældighed, som er kategorierne for modaliteten.

## Den transcendentale deduktion
Kant har på dette tidspunkt i den transcendentale logik beskrevet forstandsformerne og kommet frem til forstandskategorierne gennem den metafysiske deduktion. I dette afsnit, den transcendentale deduktion, forsøger han så at bevise kategoriernes gyldighed. Han vil altså påvise, at de er nødvendige betingelser for erkendelse. Dette afsnit er især af vigtighed, da han her prøver at bevise, at vi kan have gyldig erkendelse af genstande, hvilket er hans egentlige filosofiske projekt for at undgå skepticismen. Det er altså her han argumenterer for erkendelsens gyldighed. Kant argumenterer for dette på transcendental vis, da han ikke mente, at det kunne gøres empirisk eller metafysisk.
Under dette afsnit bliver vi præsenteret for begrebet den transcendentale apperception, som for Kant er beviset på kategoriernes gyldighed. Udtrykket betegner at al erkendelse er betinget af, at man sammenfatter det mangefold, som vi modtager gennem anskuelsen, til et enkelt. Uden denne sammenfatning af mangefoldet ville vi umuligt kunne erkende noget (Kant kalder dette syntese), men syntesen er ikke noget der selv kan erkendes, da den er en betingelse for erkendelsen, og derfor er den transcendental. 
Den transcendentale apperception er betingelsen for, at et objekt kan erkendes som objekt. Et objekt er det, som man prædicerer sine prædikater om, altså, man tilegner objektet visse egenskaber for at karakterisere det. Vi kan sanse disse egenskaber vi tilegner det, f.eks. sanse egenskaben rød gennem synssansen eller sanse egenskaben tyngde, men vi kan ikke sanse selve objektet. Objektet kan umuligt være det samme som det egenskab, ligesom en kage ikke kan være det samme som dets ingredienser, og det har altid været et filosofisk problem hvad man skulle forstå om dette objekt, der aldrig kan være det samme som det man prædicerer om det og aldrig kan sanses. Kant svarer hertil, at objektet er betinget af Den transcendentale apperception. Vi sammenfatter alle de egenskaber vi anskuer (f.eks. farven, formen, lugten, etc.) til en enhed, en syntese, men syntesen kan ikke selv erkendes, da den netop er en forudsætning for, at vi overhovedet kan erkende noget som helst af hvad vi anskuer.

### Den trefoldige syntese
Hvad er f.eks. begrebet 'kat'? Vi ser muligvis en grå kat løbe over græsset, men hvad vi egentlig ser, er noget gråt på noget grønt. Katten har dog også en form, og den har tyngde. Men for overhovedet at kunne erkende katten må vi sammenfatte alle disse sensoriske data i begrebet 'kat' – men selve katten vil vi egentlig aldrig kunne sanse. Katten selv ville aldrig kunne være det samme som dens farve, dens form eller tyngde, men når vi fjerner disse er begrebet 'kat' pludselig ganske ubestemmeligt. Selve egenskabernes enhed er altså ikke sansbart, men transcendent. Det kaldes af Kant apprehensionens syntese, når vi sammenfatter disse sansedata til et objekt. På samme måde er vi også nødt til at kunne reproducere de forskellige sensoriske data, da vi ellers aldrig ville kunne fastholde det anskuede. Denne evne til at reproducere det anskuede kaldes reproduktionen. Vi er også nødt til at kunne genkende disse indtryk for ellers ville ethvert sanseindtryk vi modtager ingen forbindelse have med de tidligere modtagne sanseindtryk. Vi ville således sanse en masse der ingen mening gav. Denne sidste evne kaldes rekognitionen.
Vi har altså nu tre evner – Apprehensionen, reproduktionen og rekognitionen. Apprehensionen er altså når vi sammenfatter mangefoldet til en enhed. Dette er dog ikke muligt medmindre sindet også genskaber, eller reproducerer, de tidligere anskuede sanseindtryk. Vi må med andre ord reproducere vores modtagne sanseindtryk, da vi altid må fastholde hvad vi tidligere har set. Denne evne er reproduktionen. Men blot at reproducere sansedata er ikke nok til at sammenfatte det i en enhed, da man også er nødt til at genkende denne reproduktion som reproduceret og henføre det til en og samme genstand. Denne sidste evne er så rekognitionen. Uden disse tre former for sammenfatning af det anskuede mangefold ville der ingen bevidsthed være. Når vi ser katten sammenfatter vi de anskuede egenskaber til et objekt (apprehensionen), og vi reproducerer også anskuelserne af samme objekt i sindet (reproduktionen) samtidig med, at vi erkender, at det er en reproduktion af det vi nu anskuer (rekognitionen). Disse tre evner kaldes den trefoldige syntese.
Det skal bemærkes, at dette ikke er et psykologisk kendetegn ved mennesket. Der er intet empirisk i den. Ligeledes er den trefoldige syntese ikke en proces der forekommer i tid. Der er intet tidsforløb mellem disse tre evner, således at f.eks. reproduktionen genskaber data, der så derefter bliver genkendt af rekognitionen. Apprehensionen, reproduktionen og rekognitionen er derimod tre aspekter ved en og samme syntese.
Kant er nu her nået til sit bevis for kategoriernes gyldighed. Den trefoldige syntese er en betingelse for erkendelse, for ellers ville intet af det anskuede i tid og rum kunne erkendes som et objekt – altså et objekt der er subjekt i en subjekt-prædikat dom. Fordi Kant mener nemlig, at for at erkende noget må man kunne udsige noget om det. Syntesen er altså betinget af kategorierne, hvilket er grunden til, at kategorierne er nødvendige betingelser for erkendelse.

## Den transcendentale dialektik
Under den transcendentale dialektik forsøger Kant at finde frem til de tidspunkter, hvor vi bruger vores erkendelse på måder vi ikke har ret til, altså hvor vi overskrider hvad vores erkendelse er i stand til. Især angriber han i dette afsnit antinomierne. Antinomiernes problem var af stor betydning for Kants filosofi, da de fik fornuften i konflikt med sig selv og derved kunne så tvivl om fornuftens evne til at erkende verden. Altså en fare for at ende i skepticisme. Kant mente, at antinomiernes problemer skyldtes, at fornuften havde overskredet sine grænser for sin egen formåen, hvilket var årsagen til, at han netop ville klargøre hvad fornuften formåede og hvad den ikke gjorde. 
Kant mente nemlig, at metafysik ikke var muligt, da den angår tingene i sig selv, hvilket vi aldrig kan erkende. Han mente ikke, at antinomierne var udtryk for reel erkendelse, da de forudsætter, at det er muligt at tale om verden uafhængigt af subjektet.
Antinomierne bygger alle på den antagelse, at har man noget der er betinget, så må alt der betinger det givetvis eksistere. De antager med andre ord den begrebslogiske sandhed, at der ikke er noget betinget, uden at det er betinget af noget andet. Kant benægter, at vi har ret til at udtrykke denne dom, og hævder, at vi her fremfører en transcendental illusion.